# TSV Schwieberdingen
Der TSV Schwieberdingen ist mit rund 2000 Mitgliedern der mitgliederstärkste und traditionsreichste Sportverein in Schwieberdingen. Die erfolgreichsten Abteilungen sind Faustball (Bundesliga) und Fußball (Oberliga Baden-Württemberg) und Handball (Baden-Württemberg Oberliga), daneben gibt es die Abteilungen Judo, Basketball, Leichtathletik, Schwimmen, Tischtennis, Turnen und Volleyball.

## Geschichte
Der Verein wurde am 1. August 1906 als Turnverein Schwieberdingen gegründet. Geprägt war die Vereinsarbeit anfangs ausschließlich vom Turnen, wozu in der damaligen Zeit auch die Gymnastik und leichtathletische Disziplinen gehörten. 1919 wurde innerhalb des Vereins die erste Fußballabteilung gegründet, welche jedoch bereits kurze Zeit später wieder aufgelöst wurde. Dem Fußball widmete sich in dieser Zeit vor allem der Arbeitersportverein Schwieberdingen. Dieser wurde 1933 nach der nationalsozialistischen Machtübernahme als kommunistisch unterwandert bezichtigt und verboten. Den Mitgliedern wurde empfohlen, sich dem örtlichen Turnverein anzuschließen, so dass 1937 erneut eine Fußballabteilung gegründet wurde.
Nach Ende des Zweiten Weltkrieges wurde der Turnverein als Sport- und Kulturverein Schwieberdingen neugegründet und 1947 in den heutigen Turn- und Sportverein Schwieberdingen umbenannt, in welchem sich erneut die beiden Hauptsportarten Turnen und Fußball herausbildeten.
In den 1960er Jahren begann die Aufgliederung nach Sportarten und damit in Abteilungen. Es begann 1966 mit Faustball, danach kamen weitere Abteilungen wie Frauengymnastik, Leichtathletik, Tischtennis, Handball, Volleyball, Schwimmen und Judo als jüngste Abteilung hinzu. Inzwischen umfasst der Verein insgesamt zehn Abteilungen mit rund 2200 Mitgliedern (Stand Sept. 2005).

## Abteilung Faustball
Die Faustballabteilung wurde 1966 gegründet. Der aktive Spielbetrieb begann 1968 mit einer TSV-Mannschaft beim Turngaueröffnungsturnier in Kornwestheim. Durch eine gute Jugendarbeit in den 1980er Jahren wurde der Grundstein für den Aufwärtstrend der Schwieberdinger zu einer Faustballhochburg im Schwäbischen Turnerbund gelegt. Über die Bezirksliga ging es fast in einem Durchmarsch über die Landesliga, Verbandsliga, Schwabenliga steil nach oben in die 2. und 1. Bundesliga.
Die größten Erfolge der ersten Herrenmannschaft des TSV Schwieberdingen war der zweimalige Gewinn der Hallenmeisterschaft der 2. Bundesliga Süd (2005 und 2009), sowie der Aufstieg in die 1. Bundesliga, der man zweimal angehörte, jedoch beide Male als Neuling am Ende der Saison direkt wieder abstieg.
2009 wurde der TSV Meister der 2. Hallen-Bundesliga Süd und qualifizierte sich für die Aufstiegsspiele zur Faustball-Bundesliga. Dort trafen die TSV-Faustballer auf den zweiten Südvertreter TV Waldrennach, auf den Westmeister TSG Tiefenthal (Pfalz) sowie auf den Westzweiten TSV Pfungstadt (Hessen). Die beiden Meister der 2. Bundesliga West und Süd setzten sich durch, so dass dem TSV Schwieberdingen nach 2003 und 2005 zum dritten Mal den Aufstieg in die Bundesliga gelang. Nach nur einem Jahr in der ersten Liga stieg die Mannschaft wieder ab.
2010 wurden die Damen des TSV Schwieberdingen württembergischer Vizemeister. Damit qualifizierten sie sich für die Aufstiegsspiele in die 2. Bundesliga Süd in Leipzig. Nach vier Siegen schaffte die Mannschaft den Aufstieg in die 2. Faustball-Bundesliga Süd der Frauen. Im ersten Spiel der Aufstiegsrunde trafen die beiden Vertreter man auf den württembergischen Meister TSV Gärtringen und verlor wie in der Punktrunde mit 1:3. Die nächsten Spiele gegen den Gastgeber Groitzsch und TV Neugablonz aus Bayern entschied mit jeweils 3:0 Sätzen für sich. Durch zwei weitere Siege gegen den TV Glauchau-Rothenbach/Sachsen (3:1) und gegen den zweiten Bayernvertreter TuS Frammersbach (3:0) machte der TSV Schwieberdingen den Aufstieg in die 2. Bundesliga Süd perfekt. Dem TSV gelang damit den Durchmarsch von der Bezirksliga über die Landesliga und Verbandsliga in die 2. Bundesliga Süd.
Darüber hinaus zeichnet sich die Abteilung Faustball des TSV Schwieberdingen durch eine erfolgreiche Jugendarbeit aus. Neben zwei Württembergischen und zwei süddeutschen Meisterschaften errang die männliche Jugendmannschaft je einmal Platz 4 und Platz 3 bei den deutschen Meisterschaften.

### Bilanz
- 1988/1989: Gauliga I und Aufstieg in die Bezirksliga
- 1989/1990: Bezirksliga: Platz 1 und Aufstieg in die Landesliga
- 1990/1991: Landesliga: Platz 1 und Aufstieg in die Verbandsliga
- 1991/1992: Verbandsliga: Platz 6
- 1992/1993: Verbandsliga: Platz 2
- 1993/1994: Verbandsliga: Platz 3 und Aufstieg in die Schwabenliga
- 1994/1995: Schwabenliga: Platz 2
- 1995/1996: Schwabenliga: Platz 1 und Aufstieg in die 2. Bundesliga Süd
- 1996/1997: 2. Bundesliga: Platz 3
- 1997/1998: 2. Bundesliga: Platz 4
- 1998/1999: 2. Bundesliga: Platz 3
- 1999/2000: 2. Bundesliga: Platz 4
- 2000/2001: 2. Bundesliga: Platz 5
- 2001/2002: 2. Bundesliga: Platz 6
- 2002/2003: 2. Bundesliga: Platz 2 und Aufstieg in die 1. Bundesliga
- 2003/2004: 1. Bundesliga: Platz 9: Abstieg
- 2004/2005: 2. Bundesliga: Platz 1 und Aufstieg in die 1. Bundesliga
- 2005/2006: 1. Bundesliga: Platz 9: Abstieg
- 2006/2007: 2. Bundesliga: Platz 2 und Platz 4 in der Aufstiegsrunde
- 2007/2008: 2. Bundesliga. Platz 3
- 2008/2009: 2. Bundesliga: Platz 1 und Aufstieg in die 1. Bundesliga

## Abteilung Fußball

### Geschichte

#### Von der Gründung bis zum Aufstieg in die 2. Amateurliga
Die Fußballabteilung des TSV Schwieberdingen wurde im Jahre 1929 gegründet.
Kurze Zeit nach dem Zweiten Weltkrieg bildete sich im neu gegründeten Verein erneut eine Fußballabteilung. Die Mannschaft wurde der untersten Spielklasse zugeordnet und schloss die ersten Spielzeiten zunächst im Mittelfeld der Tabelle ab. In der Saison 1950/51 gelang der Gewinn der ersten Meisterschaft. Im Jahr 1954 übernahm der vom FV Zuffenhausen kommende Alfred Ruf die Mannschaft als Spielertrainer. Unter ihm wurde der TSV Schwieberdingen mit 39:1 Punkten und 128:21 Toren überlegener Meister der C-Klasse.
1963/64 gelang der erstmalige Aufstieg in die A-Klasse, aus der man bereits zwei Jahre später wieder absteigen musste. Nach dem erneuten Aufstieg im Jahr 1967 etablierte sich der Verein in der A-Klasse. Auch im Juniorenbereich konnte mit dem Gewinn des Württembergischen Pokals in der Saison 1968/69 der erste große überregionale Erfolg erzielt werden. Als Meister der in der A-Klasse des Fußballbezirks Enz/Murr in der Saison 1974/75 stieg der TSV Schwieberdingen in die 2. Amateurliga Württemberg, der damals vierthöchsten deutschen Fußballklasse.

#### Die erfolgreichen 1970er Jahre
Die 1970er Jahre waren für die Fußballer des TSV Schwieberdingen recht erfolgreich. Nach dem Aufstieg in die 2. Amateurliga im Jahre 1975 konnte man sich mehrere Jahre in der vierthöchsten Klasse, die ab der Saison 1978/79 als Landesliga Württemberg geführt wurde, halten. Nach dem enttäuschenden 15. Platz in der Saison 1979/80, in der ein einziger Punkt zum Erreichen eines Nichtabstiegsplatzes fehlte, folgte der Abstieg in die Bezirksliga Enz/Murr.

#### Magere Zeiten bis in die Mitte der 1990er Jahre
In den „mageren“ 1980er Jahren bis in die Mitte der 1990er Jahre spielte der TSV Schwieberdingen in der unbedeutenden Kreisliga A und in der Bezirksliga. Ein neuer Aufschwung wurde mit der Saison 1994/95 eingeläutet, als der TSV den Wiederaufstieg in die Bezirksliga Enz/Murr erreichte, und hier bereits in der ersten Saison 1995/96 die Meisterschaft und den damit verbundenen Aufstieg in die Landesliga Württemberg feiern konnte.

#### Von der Landesliga in die Oberliga
Die ersten Jahre in der Landesliga waren vor allem durch den Kampf gegen den Abstieg geprägt. Ab dem Beginn des neuen Jahrtausends etablierte sich der TSV Schwieberdingen jedoch unter Leitung des ehemaligen Profifußballers Gianni Coveli als feste Größe in der Landesliga Württemberg und kämpfte regelmäßig um die Landesliga-Meisterschaft und den damit verbundenen Aufstieg in die württembergische Verbandsliga. Ein Höhepunkt in dieser Zeit war auch die WFV-Pokalrunde der Saison 2001/02, in der es dem TSV Schwieberdingen gelang, den Zweitligaabsteiger Stuttgarter Kickers auszuschalten und bis ins Achtelfinale vorzudringen. Dort schied man gegen den ehemaligen Bundesligisten SSV Ulm 1846 mit 2:3 – wobei das entscheidende Tor für Ulm erst in der Nachspielzeit der Verlängerung fiel – unglücklich aus.
In der Saison 2003/04 errangen die Schwieberdinger Fußballer durch ein 2:1 am letzten Spieltag der Saison 2003/04 gegen den Mitkonkurrenten SG Schorndorf die Meisterschaft der Landesliga Württemberg und stiegen in die Verbandsliga Württemberg auf. Dort konnte man sich als Neuling nach anfänglichen Schwierigkeiten gut behaupten und belegte den 4. Platz.
2006 erreichte die Mannschaft sogar das Halbfinale des WFV-Pokals, wo sie erneut am SSV Ulm 1846 scheiterte – diesmal mit einem eindeutigen 0:6.
In der Verbandsliga war der TSV über weite Strecken der Saison 2005/06 Tabellenführer, belegte am Ende jedoch durch eine schwache Rückrunde lediglich Platz 3 und verpasste somit den Aufstieg in die Oberliga Baden-Württemberg. 2007 erreichte Schwieberdingen den zweiten Tabellenplatz und qualifizierte sich somit für die Relegationsspiele zum Aufstieg in die Oberliga gegen die TSG Weinheim. Nachdem das Hinspiel mit 3:2 gewonnen wurde und das Rückspiel 1:2 n. V. endete, musste das Elfmeterschießen entscheiden. Hier gewann der TSV mit 5:4 und stieg damit in die Oberliga Baden-Württemberg auf.
Der TSV Schwieberdingen startete mit einem Auswärtsspiel beim Meisterschaftsmitfavoriten SC Freiburg II in seine erste Oberligasaison. Bei der Premiere fehlten beim 0:1 nur wenige Minuten zum erhofften Punktgewinn. Im ersten Heimspiel hatte man den FC-Astoria Walldorf zu Gast. Nachdem der TSV nach gut einer halben Stunde bereits mit 2:0 in Führung gelegen war, gab man diese noch aus der Hand und unterlag schließlich mit 2:4. Es folgten fünf weitere Spiele mit lediglich einem gewonnenen Punkt, bevor beim 5:2-Heimerfolg gegen die zweite Mannschaft der Stuttgarter Kickers der erste Sieg gelang. Die finanzielle Lage der Fußballabteilung wurde unterdessen immer angespannter, so dass versprochene Zahlungen an die Spieler nicht erbracht werden konnten. In dieser schwierigen Situation legte Abteilungsleiter Erich Wild Ende Oktober 2007 sein Amt nach 18 Jahren aus persönlichen Gründen nieder. Bis zum Jahresende folgten neben einem torlosen Unentschieden gegen den früheren Bundesligisten SV Waldhof Mannheim und einem 2:0-Auswärtssieg beim FC Nöttingen nur noch Niederlagen, die teilweise recht deutlich ausfielen.
Aufgrund der schlechten Ergebnisse ander sich ebenfalls im Abstiegskampf befindlichen Mannschaften, ging der TSV Schwieberdingen jedoch mit nur einem Punkt Rückstand auf einen Nichtabstiegsplatz in die Winterpause. In ihr kam es zum großen Umbruch. Neun Spieler verließen den Verein, der den Kader aufgrund der angespannten finanziellen Situation lediglich mit überwiegend jungen Spielern ergänzten konnte. Der TSV startete mit der neu formierten Mannschaft dennoch gut in die Rückrunde. Bis April sammelte man elf Punkte und hatte als Tabellenvierzehnter bereits vier Zähler Vorsprung auf die Abstiegsränge. Nach fünf Niederlagen in Folge befand sich der Verein wieder mitten im Abstiegskampf.
Kurz vor dem letzten Spieltag der Saison 2007/08 gab der Verein bekannt, sich aus wirtschaftlichen Gründen aus dem Fußball-Spielbetrieb auf Verbandsebene zurückzuziehen, da es den Verantwortlichen nicht gelang einen Etat für die neue Saison zusammenstellen. Nach Auflösung des Oberligateams und Weggang von Trainer Coveli, wurde die bisherige zweite Mannschaft zur neuen Ersten. Durch den erst im Relegationsspiel sichergestellten Klassenerhalt der bisherigen zweiten Mannschaft war der TSV Schwieberdingen in der Spielzeit 2008/09 in der Bezirksliga Enz/Murr vertreten.
In der Saison 2012/13 gelang dem TSV Schwieberdingen eine gute Vorrunde. Der TSV Schwieberdingen konnte die Abgänge von mehreren Leistungsträgern in der Winterpause nicht kompensieren und landet auf einem Relegationsplatz. Das entscheidende Spiel gegen den SV Illingen ging 2:0 verloren. Damit war der Abstieg in die Kreisliga A besiegelt. Im Folgejahr gelang die sofortige Rückkehr in die Bezirksliga.

### Erfolge
- 1968/69: Württembergischer Pokalsieger der Junioren
- 1974/75: Meister der A-Klasse Enz/Murr – Aufstieg in die 2. Amateurliga Württemberg (damals vierthöchste deutsche Fußballliga)
- 1994/95: Meister Kreisliga A – Aufstieg in die Bezirksliga Enz/Murr
- 1995/96: Meister Bezirksliga Enz/Murr – Aufstieg in die Landesliga Württemberg
- 2001/02: Erreichen des Achtelfinales des WFV-Pokals (2:3 n. V. gegen den SSV Ulm 1846)
- 2003/04: Meister Landesliga Württemberg – Aufstieg in die Verbandsliga Württemberg
- 2005/06: Erreichen des Halbfinales des WFV-Pokals (0:6 gegen den SSV Ulm 1846)
- 2006/07: Vize-Meister Verbandsliga Württemberg – Aufstieg in die Oberliga Baden-Württemberg

### Bekannte Spieler und Trainer
- Thomas Siegmund, ehemaliger Profi bei den Stuttgarter Kickers und dem SC Freiburg, später Spielertrainer beim TSV
- Dennis Mödinger, ehemaliger Profi beim SV Waldhof Mannheim
- João Luiz Ferreira da Silva genannt Preto, späterer Profispieler unter anderem beim brasilianischen Erstligisten Portuguesa
- Gianni Coveli, ehemaliger Profi bei den Stuttgarter Kickers
- Marco Grüttner, Profi bei den Stuttgarter Kickers
- Nicolo Mazzola, bei SG Sonnenhof Großaspach
- Sandro Luís Zamboni Britzke, ehemaliger brasilianischer Profi. Spielte u.A. in Katar und Guatemala.

### Stadion

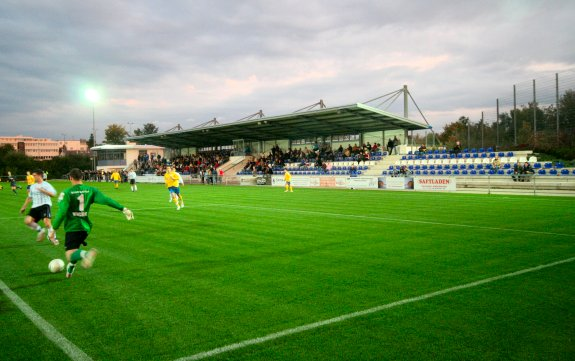
Felsenberg-Arena (2007)

Der TSV Schwieberdingen trägt seine Heimspiele in der 2004 erbauten Felsenberg-Arena aus. Das Fußballstadion bietet Platz für 5000 Zuschauer, davon 600 Sitzplätze auf der überdachten Zuschauertribüne. Neben dem Stadion verfügt der Verein über den nebenangelegenen Sportplatz an der Markgröninger Straße, auf dem sich ein Rasen- sowie ein Kunstrasenplatz befinden, welche für Training und Jugendspiele genutzt werden. Das Stadion liegt im Gewerbegebiet Schwieberdingen.